# 萨洛里诺
萨洛里诺，是西班牙埃斯特雷马杜拉卡塞雷斯省的一个市镇。总面积158平方公里，总人口775人（2001年），人口密度5人/平方公里。